# 2008年北京オリンピックのスイス選手団
2008年北京オリンピックのスイス選手団（2008ねんペキンオリンピックのスイスせんしゅだん）は、2008年8月8日から8月24日にかけて中国の北京を主として開催された2008年北京オリンピックのスイス選手団、およびその競技結果。

## 概要
今大会は金メダル2個、銀メダル1個、銅メダル4個の合計7個のメダルを獲得した。

## メダル
| メダル | 選手名 | 競技   | 種目                     |
| ------ | --- | ------ | ------------------------ |
| 金     | ロジャー・フェデラー スタニスラス・ワウリンカ                                                             | テニス | 男子ダブルス             |
| 金     | ファビアン・カンチェラーラ                                                                                | 自転車 | 男子個人タイムトライアル |
| 銀     | ファビアン・カンチェラーラ                                                                                | 自転車 | 男子個人ロードレース     |
| 銅     | カーリン・テュリヒ                                                                                        | 自転車 | 女子個人タイムトライアル |
| 銅     | ニノ・シューター                                                                                          | 自転車 | 男子MTBクロスカントリー  |
| 銅     | クリスティーナ・リーブヘル ピウス・シュヴァイツァ ニクラウス・シュールテンベルガー スティーブ・ゲルダット | 馬術   | 障害馬術団体             |
| 銅     | セルゲイ・アシュワンデン                                                                                  | 柔道   | 男子90kg級               |

## 自転車
- ファビアン・カンチェラーラ（男子個人タイムトライアル）
- プリスカ・ドップマン（女子個人タイムトライアル）
- カーリン・テュリヒ（女子個人タイムトライアル）
- フランコ・マルブリ（男子マディソン）
- ブルーノ・リシ（男子マディソン）